# Mănăstirea Călărășeuca
Mănăstirea Călărășeuca (uneori Călărășăuca sau Calarașovca) este o mănăstire din nordul Republicii Moldova, situată pe malul drept al Nistrului, în raionul Ocnița. 

## Istorie

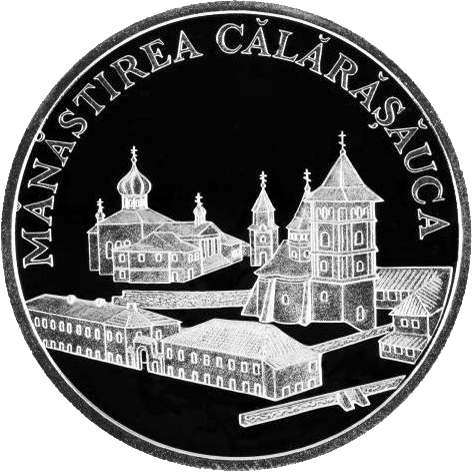
Reversul monedei comemorative „Mănăstirea Călărășeuca”, emisă în anul 2000.

A fost fondată în secolul XVIII. În 1780 biserica veche nu mai putea fi folosită, iar Hagi Marcu Donici, din Moghilău, de pe malul opus al Nistrului, a construit o biserică și o clopotniță, pe care a sfințit-o în 1782 cu hramul Adormirea Maicii Domnului. În 1853 începe construirea celei de-a doua biserici cu hramul Sfântului Mitrofan al Voronejului. 
În 1916 călugării pleacă pe la alte mânăstiri, iar în Călărășeuca sunt aduse călugărițele refugiate din mănăstirea Virov, din Polonia rusească (aflată la acea dată sub ocupația trupelor austro-germane). În anul 1961 autoritățile comuniste au transformat mănăstirea Călărășeuca în spital pentru copiii cu handicap psihic. Biserica de iarnă a fost transformată în club, iar cea de vară în depozit pentru spital. La 3 mai 1991, mănăstirea de maici de la Călărășeuca a fost redeschisă.  

## Galerie de imagini

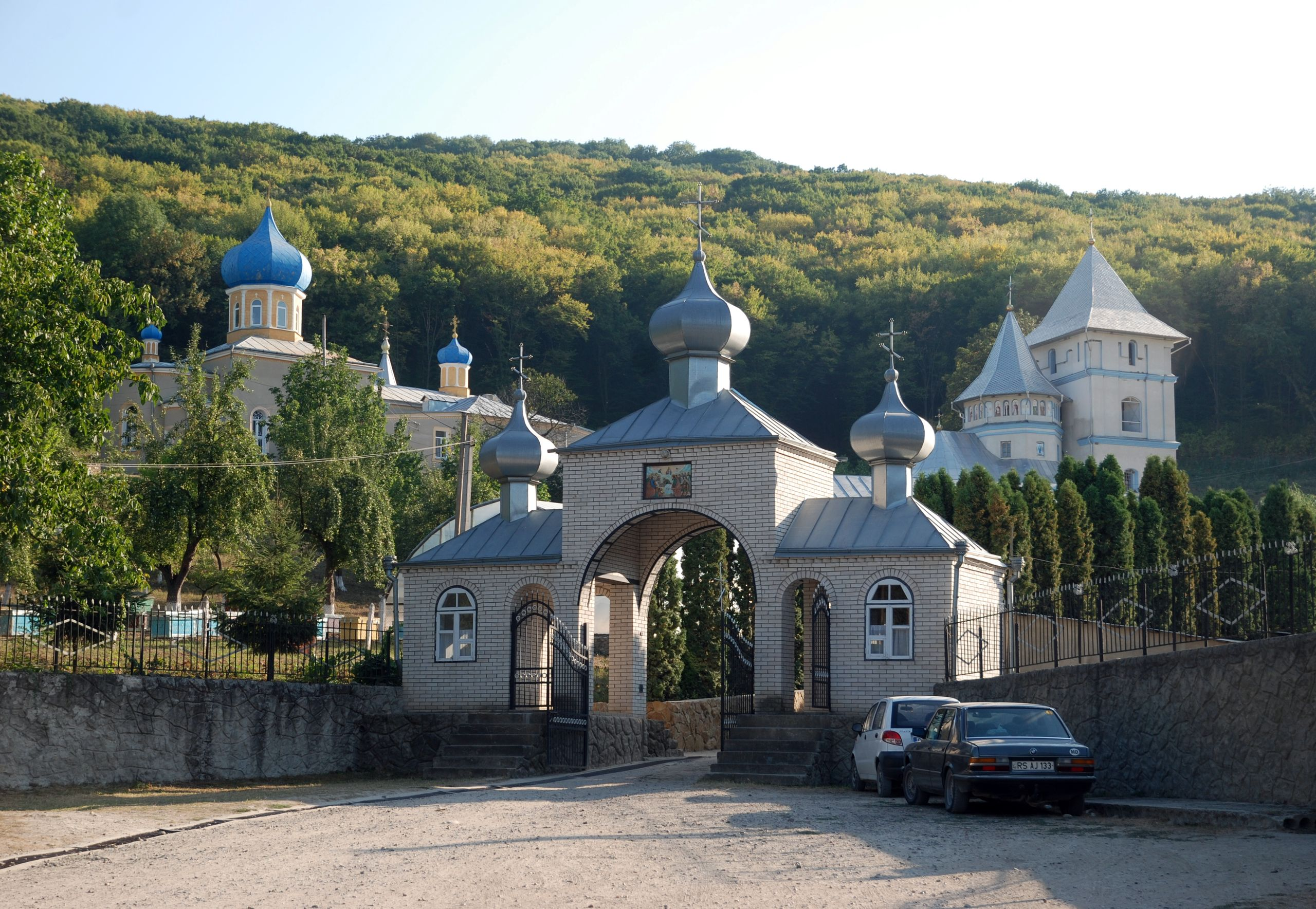
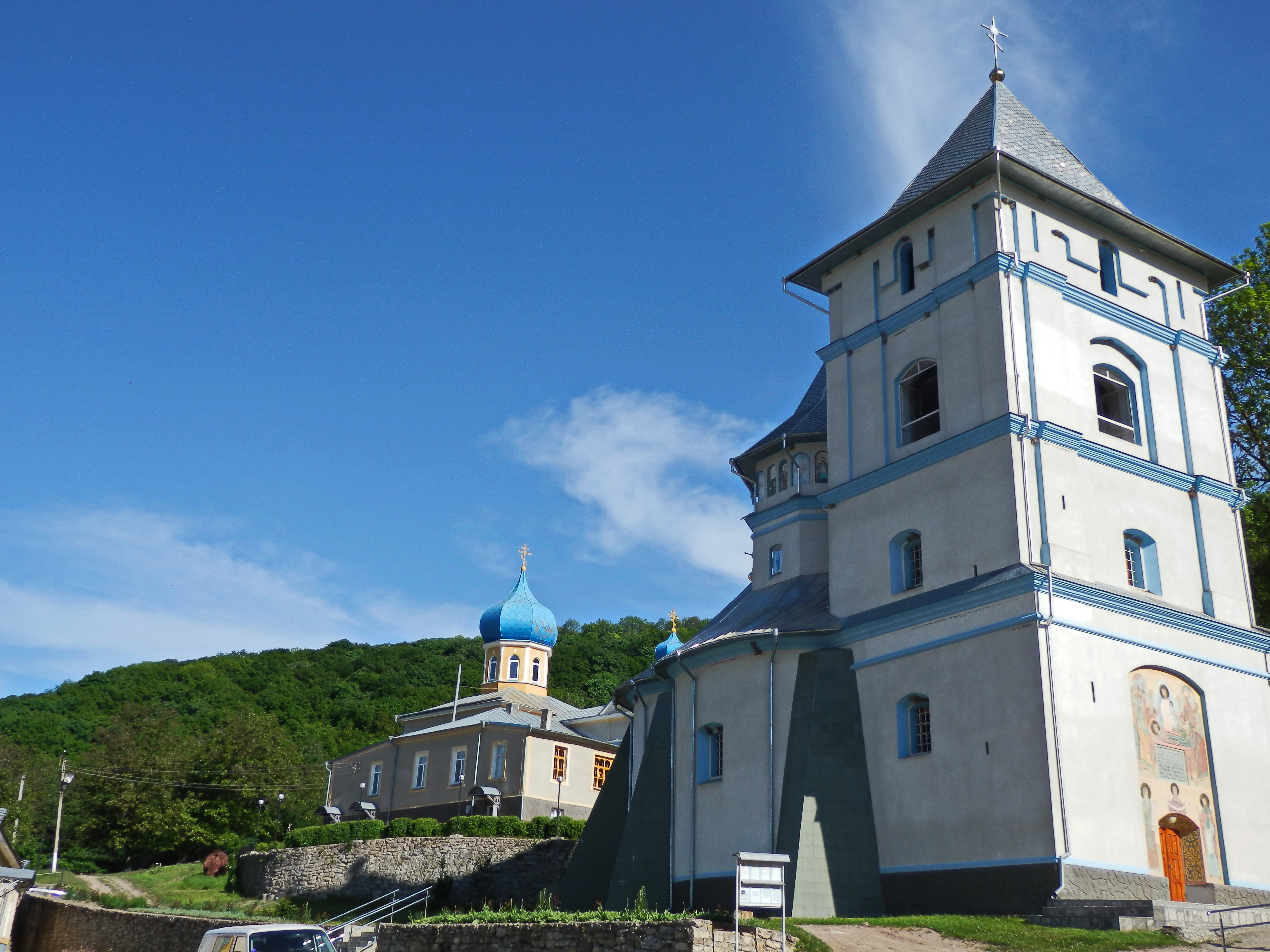
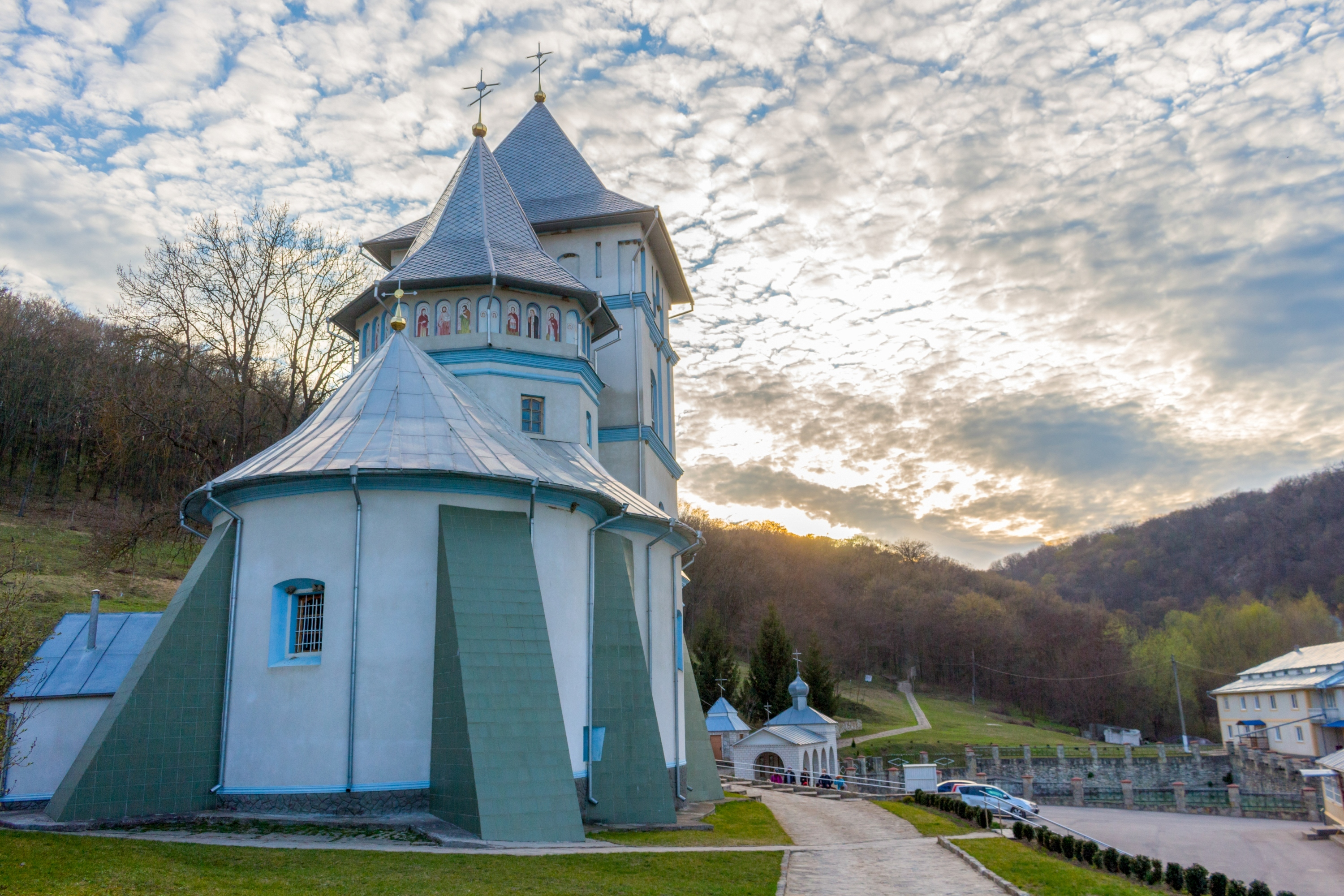
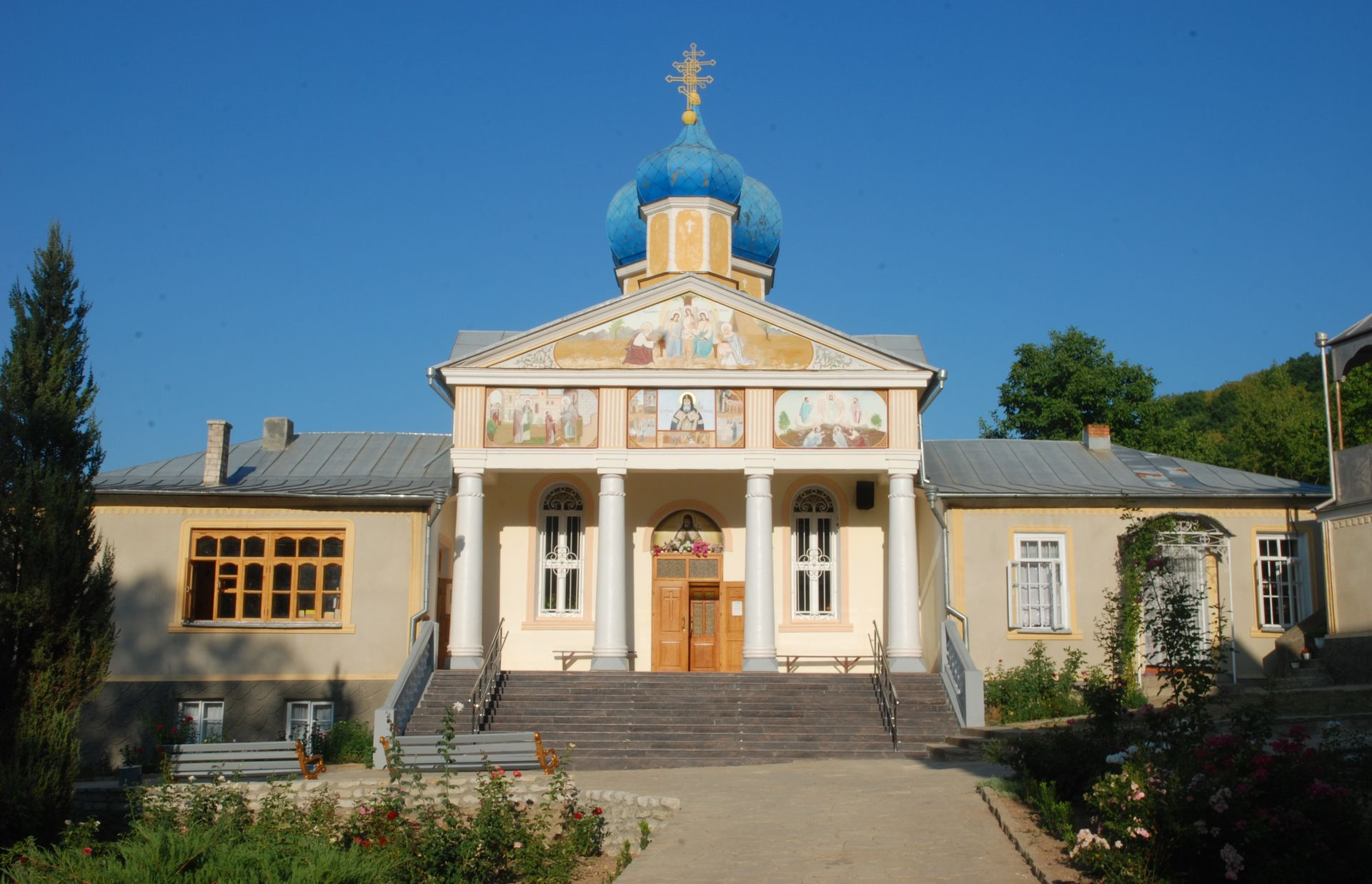
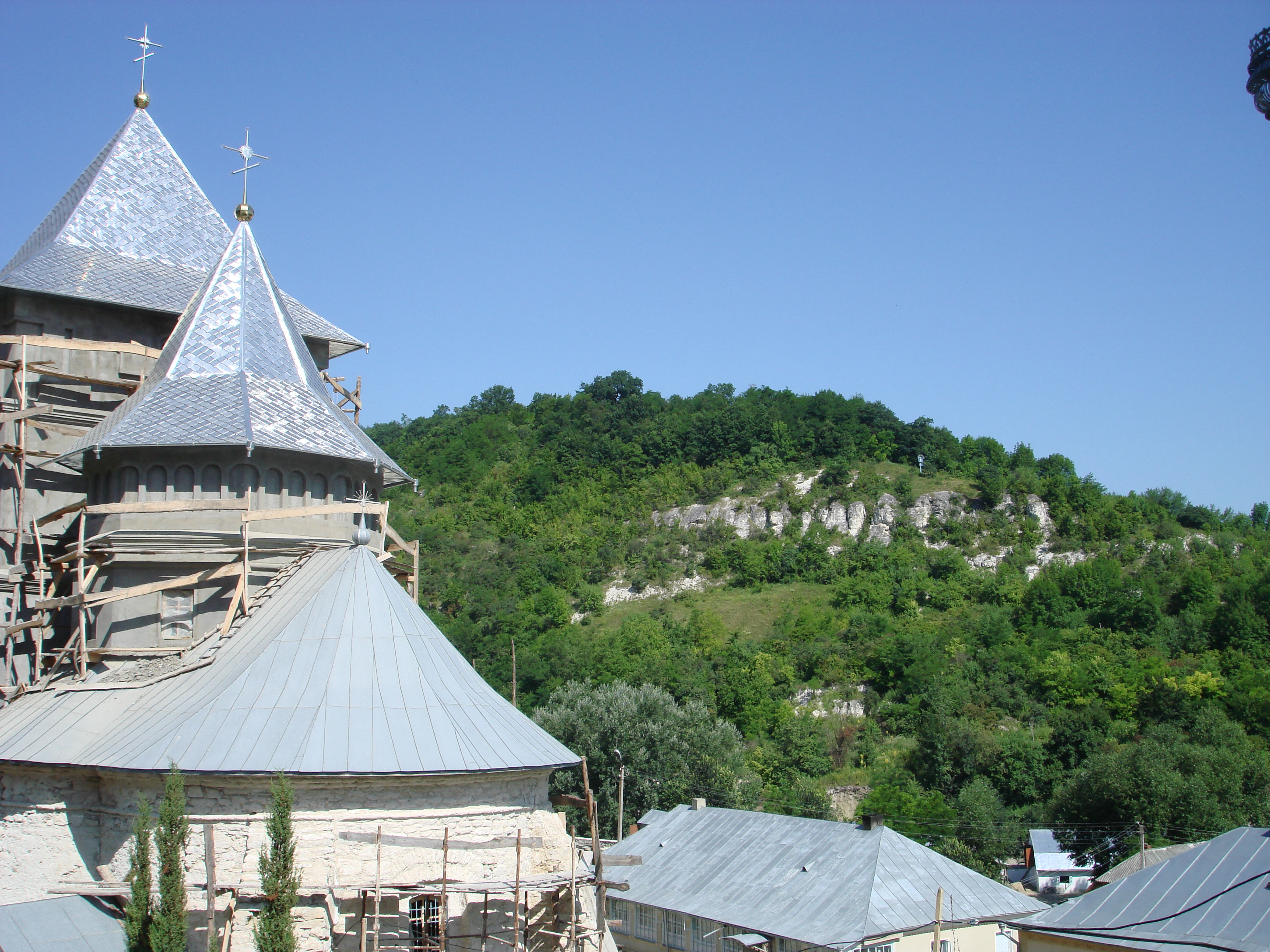
Formațiuni stâncoase ce înconjoară mănăstirea.
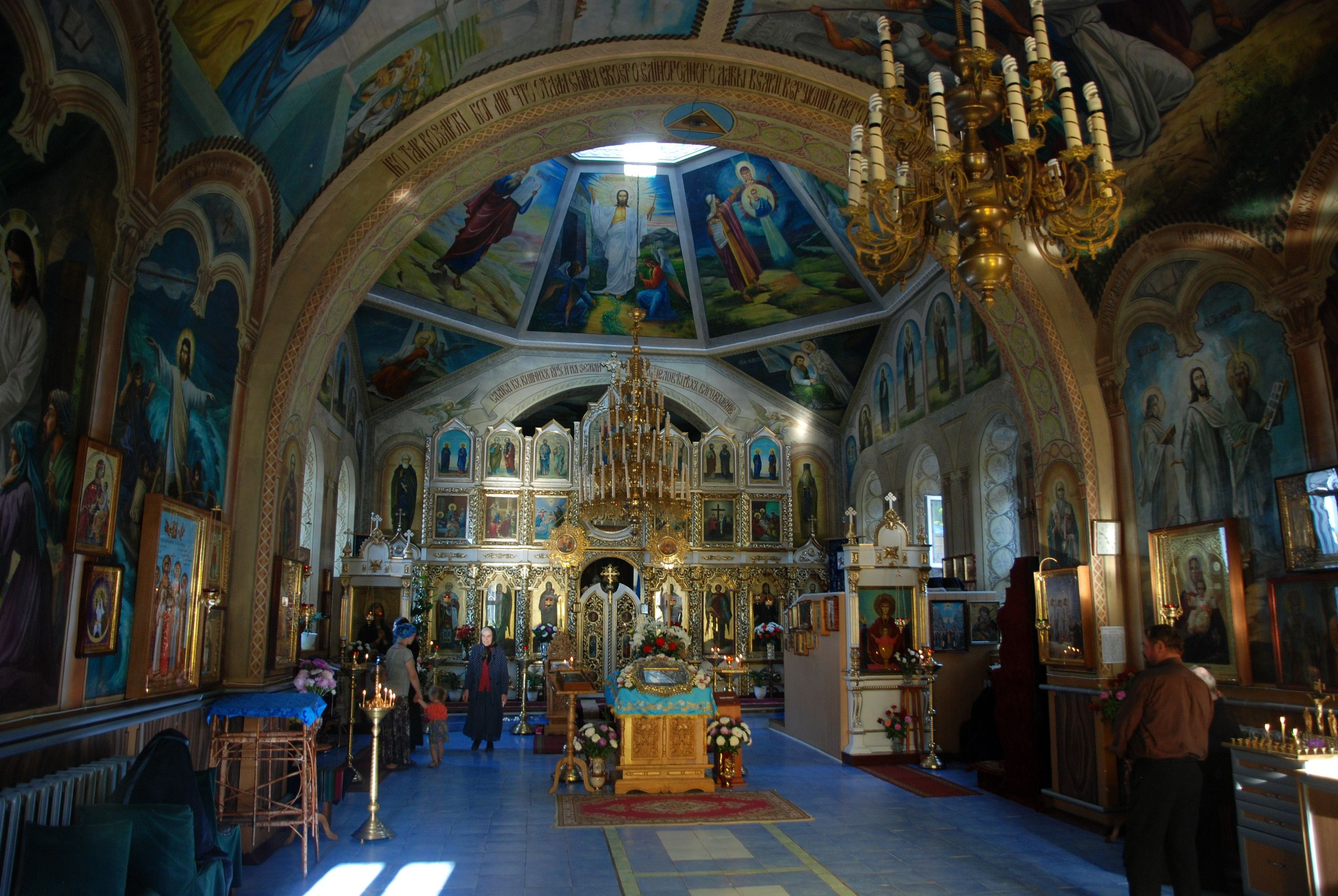
Interior